# Hanns Possmoser
Hanns Possmoser es una deportista austríaca que compitió en luge. Ganó una medalla de plata en el Campeonato Mundial de Luge de 1960, en la prueba individual.

## Palmarés internacional
| Campeonato Mundial | Campeonato Mundial           | Campeonato Mundial | Campeonato Mundial |
| Año                | Lugar                        | Medalla            | Prueba             |
| ------------------ | ---------------------------- | ------------------ | ------------------ |
| 1960               | Garmisch-Partenkirchen (RFA) | Medalla de plata   | Individual         |